# Charles de Gontaut, duc de Biron

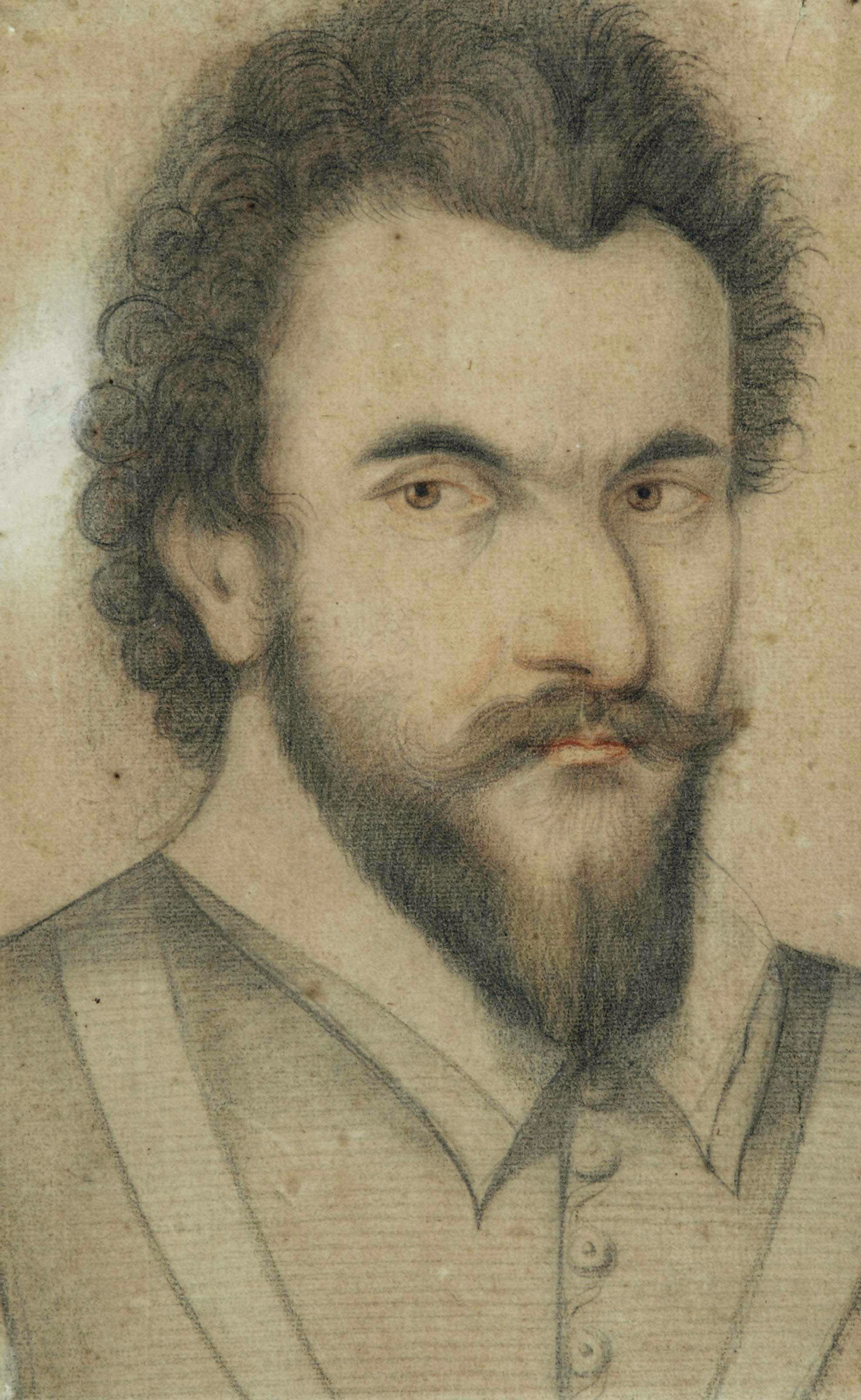
Charles de Gontaut, duc de Biron

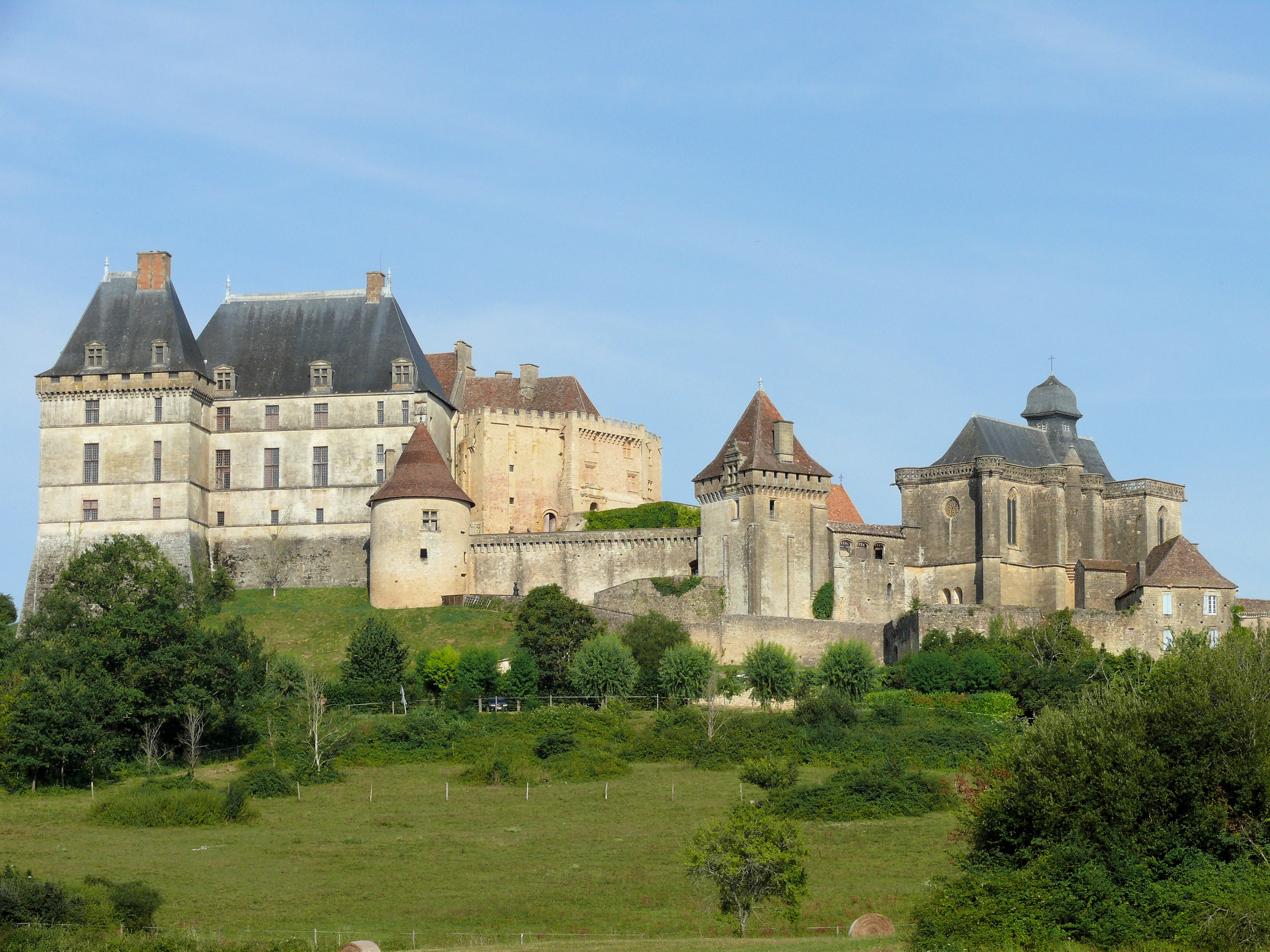
Schloss Biron, Dordogne

Charles de Gontaut, duc de Biron (* 1562; † 31. Juli 1602 in Paris), Marschall von Frankreich, war ein französischer Heerführer und Diplomat.

## Leben
Charles de Gontaut-Biron war ein Sohn des Marschalls Armand de Gontaut, seigneur de Biron (1524–1592). Er diente unter seinem Vater mit Auszeichnung, wurde schon 1576 Oberleutnant der Schweizergarde, 1589 Feldmarschall und kämpfte bei Arques, Ivry, Aumale, vor Paris und Rouen so tapfer, dass er als Fulmen Galliae („Blitz Galliens“) berühmt und gefürchtet war.
1592 wurde er Admiral, 1594 Marschall von Frankreich, 1595 Gouverneur des Herzogtums Burgund und 1598 Herzog und Pair von Frankreich. Er eroberte die Städte Beaune, Autun, Auxonne und Dijon und zeichnete sich in der Schlacht bei Fontaine-Française aus. 1596 wurde er gegen die Spanier nach Flandern, in die Picardie und ins Artois entsandt. Nach dem Frieden von Vervins ging er 1598 als Gesandter nach Brüssel.
Gontaut, der zweimal die Konfession wechselte, ließ sich 1599, als er Gesandter in Brüssel war, von den Spaniern durch das Versprechen reicher Belohnungen, namentlich der Hand einer savoyischen Prinzessin, zum Versprechen einer Revolte gegen Heinrich IV. verleiten. Im Savoyerkrieg von 1600, in dem er das Heer Heinrichs befehligte, führte er die Verschwörung zwar nicht aus, aber auch nachdem der König ihm seinen ersten Treuebruch verziehen hatte, unterhielt er weiterhin seine Verbindungen, wurde nach deren Aufdeckung vom Pariser Parlament zum Tode verurteilt und am 31. Juli 1602 in der Bastille enthauptet.
Von 1594 bis 1602 war er Maréchal général des camps et armées du roi.
Sein Großneffe war der Marschall Charles-Armand de Gontaut, duc de Biron (1663–1756), für den 1723 das 1602 konfiszierte Herzogtum Biron wiederhergestellt wurde.